# Römerstraße Trier–Köln

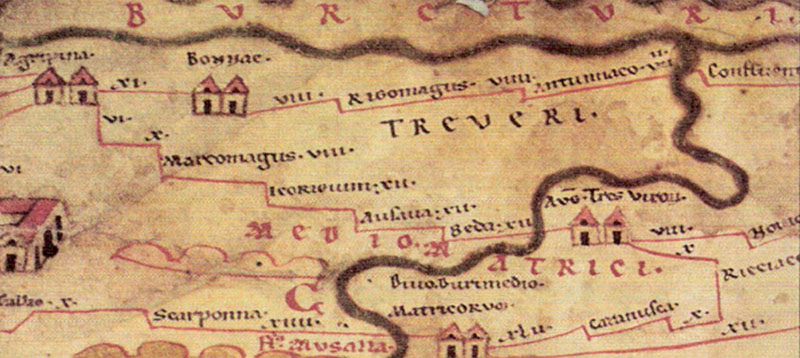
Ausschnitt aus der Tabula Peutingeriana (4. Jahrhundert) mit der Römerstraße Trier–Köln

Die Römerstraße Trier–Köln ist ein Teilstück der Via Agrippa, eines römerzeitlichen Fernstraßennetzes, das von Lugdunum (Lyon) ausging. Die Strecke von Augusta Treverorum (Trier) zur Colonia Claudia Ara Agrippinensium (Köln), der Hauptstadt der römischen Provinz Germania inferior, hatte eine Länge von 66 römischen Leugen (= 147 km). Sie ist überliefert im Itinerarium Antonini, dem Wegeverzeichnis des Kaisers Caracalla (198–217), das im 3. Jahrhundert überarbeitet wurde, und auf der Tabula Peutingeriana, der im 16. Jahrhundert aufgefundenen römischen Weltkarte mit der Darstellung des römischen Straßennetzes des 4. Jahrhunderts.

## Streckenverlauf

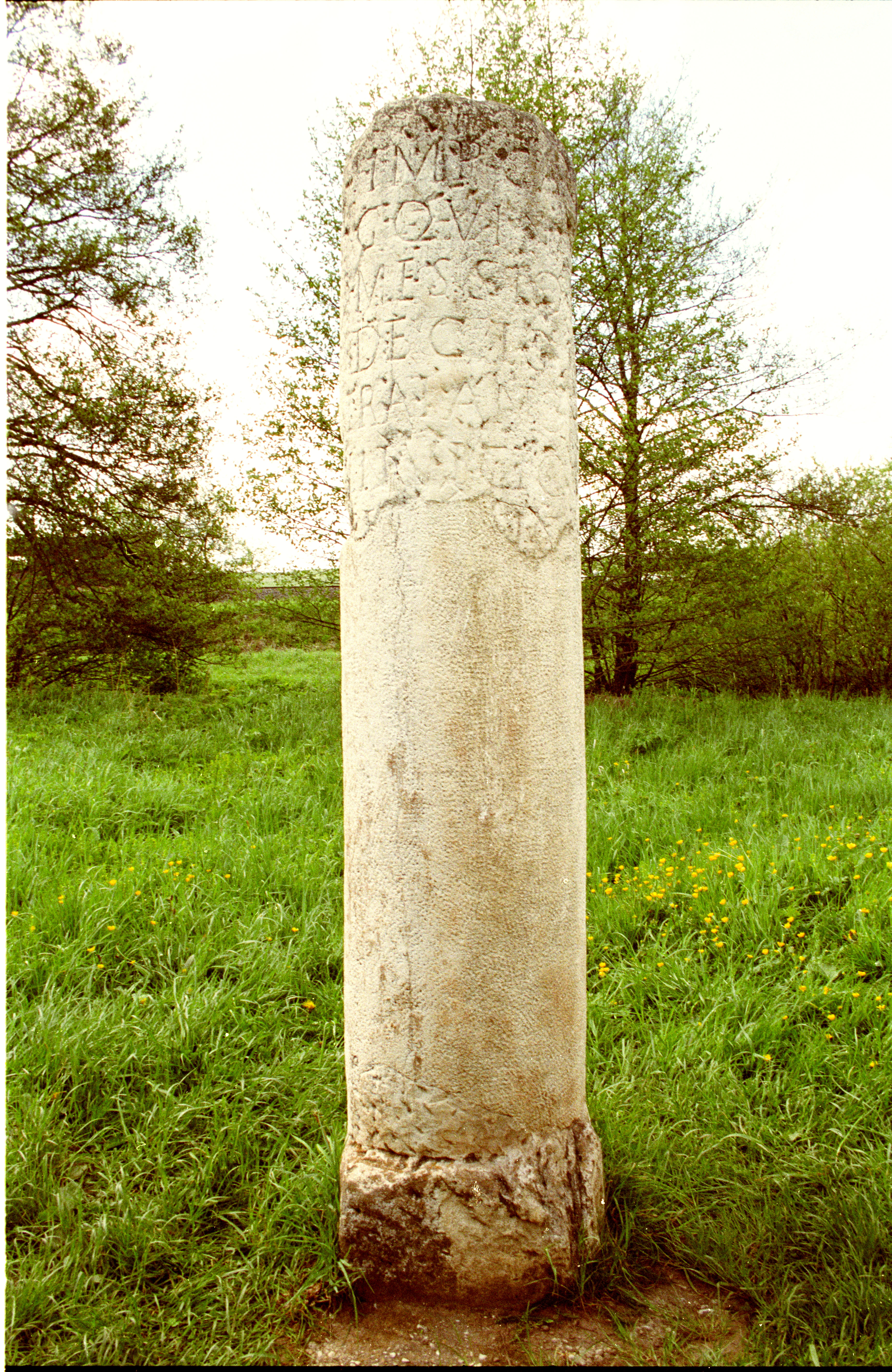
Römischer Meilenstein aus dem 3. Jahrhundert – gefunden beim Eisenbahnbau der Strecke Köln–Trier um 1860

Der Streckenverlauf der Römerstraße wird im Itinerarium Antonini mit sieben Stationen beschrieben, deren Entfernung in Leugen angegeben ist.

1 gallische Leuga entspricht 1,5 milia passuum = ca. 2200 m, wobei 1 mille passuum = 1000 passus = ca. 1480 m.
Die spätere Peutingertafel verzeichnet mit Ausnahme von Tolbiacum (Zülpich) und Belgica vicus (Billig) dieselben Orte, jedoch ohne den Zusatz Vicus. Allerdings weichen die Angaben erheblich von denen des antoninischen Itinerars ab und werden vielfach als Schreibfehler interpretiert.
| Römischer Stationsname | Heutiger Name | Entfernungsangaben | Entfernungsangaben | Entfernungsangaben | Heutige Wege           |
|                        |               | Zwischen den Orten | Zwischen den Orten | Von Trier          |                        |
|                        |               | Leuga              | Kilometer          | Kilometer          | GPX-Datei              |
| ---------------------- | ------------- | ------------------ | ------------------ | ------------------ | ---------------------- |
| Treveros               | Trier         |                    |                    |                    |                        |
| Beda vicus             | Bitburg       | XII                | 27                 | 27                 | Beda, gpx, 104 kB      |
| Ausava vicus           | Büdesheim     | XII                | 27                 | 54                 | Ausava, gpx, 73 kB     |
| Egorigio vicus         | Jünkerath     | VII                | 16                 | 70                 | Egorigio, gpx, 48 kB   |
| Marcomago vicus        | Marmagen      | VIII               | 18                 | 88                 | Marcomago, gpx, 47 kB  |
| Tolbiaco vicus         | Zülpich       | XII                | 24                 | 112                | Tolbiaco, gpx, 84 kB   |
| Agrippina              | Köln          | XVI                | 35                 | 147                | Agrippina, gpx, 128 kB |

Übersichtskarte Römischer Straßen und Wege der Kelten abgerufen am 17. Juli 2021

Neuere Forschungen und Prospektionen auf einem bis zu 250 m breiten Korridor entlang der Straße haben ergeben, dass sich mindestens alle drei bis vier Kilometer, in dichter besiedelten Gegenden oft sogar nur im Abstand von wenigen hundert Metern, unmittelbar an der Straße Fundplätze unterschiedlichen Umfangs von Vici (Ansiedlungen), Mansiones (Herbergen) und Mutationes (Pferdewechselstationen), Stationes beneficiarium (Militärische Straßenposten) und religiösen Weihebezirken befinden. Erst recht gilt dies für Straßenkreuzungen, -verzweigungen und Flussübergänge. Diese Straßeninfrastruktur wurde begünstigt durch den zuvor durch Augustus eingeführten Cursus publicus, einer Art Staatspost.

## Bauart und Abmessung

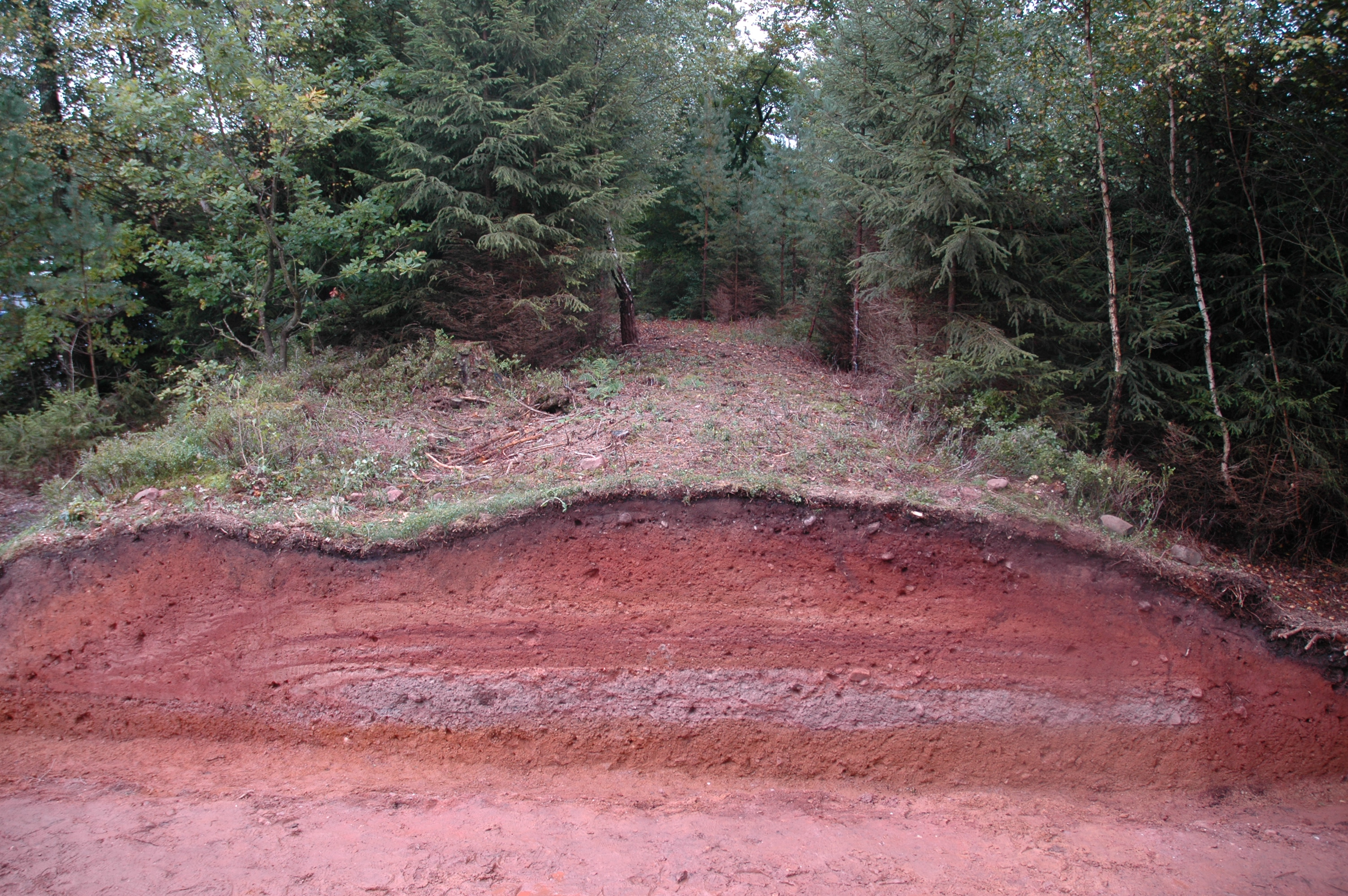
Freigelegtes Profil der Römerstraße am Heidenkopf bei Dahlem (Eifel)

Aufbau und Abmessung des Straßenkörpers der Römerstraße Trier–Köln sind nicht einheitlich.
In der Eifel besteht der Straßenkörper zumeist aus drei jeweils etwa 30 cm hohen Schichten, die mit einem Gemisch aus klein zerschlagenen Steinen, mit Kies und Sand abgedeckt sind. Die unterste Schicht bildet – wo entsprechendes Material zur Verfügung stand – eine Stickung aus hochgestellten Steinplatten oder eine massive Schüttung aus Bruch von Kalksteinen oder weißen quarzhaltigen Sandsteinen. Darüber liegt eine Schicht zerschlagener Kalk-,Sand- und Grauwackensteine, die oft mit Lehm vermischt ist. Darüber befindet sich eine Schicht von Kies. Die ganze Steinlage ist etwa 100 cm hoch und gewölbt, durch Ausbesserungen teils höher und dadurch schmaler. Die oberen Schichten sind des Öfteren ausgewaschen oder abgeräumt.
Außerhalb der Eifel nach Köln sind die Steinlagen durch 20–50 cm hohe Kieslagen ersetzt, die sich unter der Erde noch oft erhalten haben. In Stadtnähe ist die Straße mit unbehauenen Steinplatten gepflastert.
Der Straßenkörper ist 4,00 m bis 6,00 m breit. Oft wird er seitlich von Ersteigen und Gräben besäumt, streckenweise auch mit beidseitigen Sommerwegen, sodass sich Gesamtbreiten von bis zu 27 m ergaben.

## Baugeschichte
Die Straße fügt sich ein in das durch Marcus Vipsanius Agrippa von Lugdunum (Lyon) ausgehend geplante und in Angriff genommene Straßennetz. Ein Anhaltspunkt für die Datierung ist der Bau der ersten römischen Moselbrücke in Trier, deren Errichtung ins Jahr 17 und 16 v. Chr. gesetzt wird. Da Agrippa 12 v. Chr. gestorben ist, konnte die Römerstraße Trier–Köln zwar nicht mehr in der Zeit seiner zweiten Statthalterschaft in Gallien (bis 18 vor Christus) aber wahrscheinlich noch zu seinen Lebzeiten fertiggestellt werden. (→ Via Agrippa)

## Forschungsgeschichte
Erste Erkundungen über den Verlauf führte in der Neuzeit der königlich preußische Oberstleutnant Friedrich Wilhelm Schmidt (1786–1845) in den Jahren 1828/29 durch. Der preußische General von Veith, der zeitweise in Mechernich lebte, ergänzte in den 1880er Jahren diese Forschungen mit eigenen Untersuchungen. Beide veröffentlichten ihre teils widersprüchlichen Befunde in den Jahrbüchern des Vereins von Alterthumsfreunden im Rheinlande. (1861–1885)
Der Kustos des Provinzialmuseums Bonn, Joseph Hagen, fasste 1923 die Erkenntnisse des 19. Jahrhunderts zu diesem römischen Verkehrsweg im 8. Band der Erläuterungen zum Geschichtlichen Atlas der Rheinlande unter dem Titel Die Römerstraßen der Rheinprovinz zusammen. Acht Jahre später (1931) erschien eine zweite Auflage des Werkes, die für das Gebiet um den Vicus Marcomagus zahlreiche, teils gravierende Änderungen bei den Befunden, enthält.
Seine Darstellung bildet noch heute die Grundlage der Bodenprospektion im Bereich der rheinischen Römerstraßen.